# Jagas
Jagas é uma designação genérica para os grupos étnicos nómadas que invadiram o Congo e Angola durante o século XVI, mas que foram submetidos pelos locais e pelos portugueses. O termo pode designar, ainda, um soberano dos imbangalas do Reino de Cassange.

## A questão jaga
No século XVII, missionários e geógrafos propuseram várias teorias relacionando o termo "jaga" a grupos de saqueadores que operavam em locais tão distintos como Somália, Angola, Serra Leoa e uma hipotética terra natal jaga na África Central. Mais recentemente, estudiosos rejeitaram tais teorias iniciais. Na década de 1960, estudiosos propuseram que a tradição oral do reino Lunda, quando comparada com a tradição oral de alguns grupos angolanos, sugeria que a invasão jaga ao reino do Congo e os jagas de Angola eram, ambos, compostos por conquistadores provenientes do reino Lunda no século XVI. 
Em 1972, Joseph C. Miller sugeriu que o grupo que invadiu o Kongo era completamente distinto do grupo que invadiu Angola, e que o segundo grupo deveria ser chamado de imbangala. Essa distinção é, atualmente, largamente aceita no meio acadêmico.

## Contato com os portugueses
A primeira vez que os portugueses ouviram falar de um grupo conhecido como "jaga" foi durante a guerra de 1556 do reino do Congo contra o reino do Dongo. Entre as forças regulares do reino do Dongo, estavam guerreiros mercenários da etnia jaga. Os jagas tinham a reputação de serem ferozes e de terem vindo de um distante interior. Eles habitavam o médio rio Cuango, o que os tornava os vizinhos do leste tanto dos ambundos quanto dos congos. Esses jagas eram vítimas constantes do comércio de escravos praticado pelo reino do Congo. Como represália, esses jagas invadiram o reino do Congo em 1568. Isto forçou os portugueses a intervirem com seiscentos arcabuzeiros para proteger o rei Álvaro I. Embora expulsos completamente do reino do Congo em meados da década de 1570, os jagas continuaram a ser uma força na fronteira. Posteriormente, eles forneceram mercenários para a guerra civil no reino do Congo.  

## Jagas imbangalas
Os portugueses também encontraram outro poderoso povo guerreiro, desta vez ao sul do rio Cuanzaː os imbangalas. A origem desse povo é controversa, mas acredita-se que eles tenham vindo do reino Lunda em função de mudanças políticas não desejadas nesse reino. Os imbangalas eram notoriamente ferozes e praticantes de antropofagia ritual. Eles foram usados eficientemente como mercenários pelos portugueses no processo de conquista de Angola. Estes imbangalas mercenários viriam a formar o reino de Cassange no rio Cuango.

## No Brasil
O termo "jagas", no português do sertanejo, pode ter a mesma raiz no Brasil que jagunço ou o mesmo significado de  peão aboiador.